# Electric

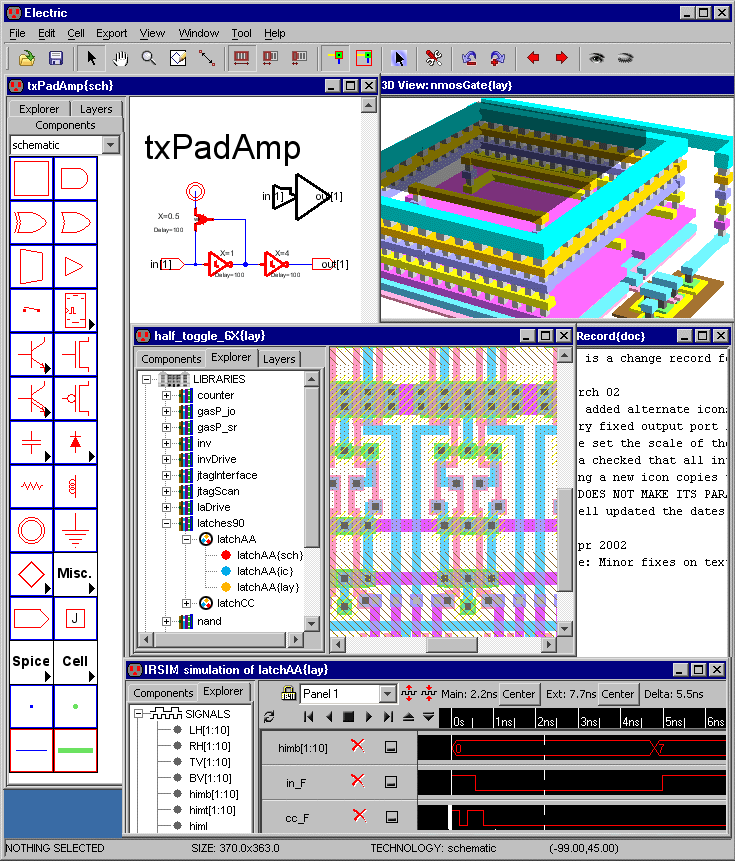

Electric VLSI Design System — САПР з відкритим вихідним кодом, яка використовується для розробки електричних схем, проєктування топології друкованих плат і надвеликих інтегральних схем інтегральних схем. Є зручним інструментом опису апаратури мовами VHDL і Verilog.
Electric VLSI містить інструменти розробки інтегральних схем на базі МОП і біполярних транзисторів, схеми інших типів: планування, схематику, ілюстрації, архітектурне проєктування.
Забезпечує обмін даними з різними специфікаціями і форматами файлів як VHDL, CIF, GDSII.